# Gas CS
Gas CS es el nombre común para clorobenzilideno malononitrilo (fórmula química: C10H5ClN2), un gas lacrimógeno. Es generalmente aceptado como no-letal. El CS fue inventado por dos norteamericanos, Ben Corson y Roger Stoughton, en Middlebury College en 1928, y el producto químico toma su nombre de las primeras letras de los apellidos de los científicos. El compuesto es en realidad un sólido a temperatura ambiente, aunque se utiliza en forma de aerosol.
El CS fue desarrollado y probado en secreto en Porton Down, Wiltshire, Inglaterra, en los años 1950 y 1960. El CS fue usado primero en animales, y posteriormente en voluntarios del Ejército Británico. En particular, el CS tiene un efecto limitado en los animales debido al "subdesarrollado conducto lagrimal y protección de pelaje".

## Toxicidad
Aunque ha sido descrito como un arma no letal para control de masas, muchos estudios han levantado dudas acerca de esta clasificación. Tanto como por crear severo daño pulmonar, como también dañar significativamente el corazón e hígado.
El 28 de septiembre de 2000, el Prof. Dr. Uwe Heinrich liberó un estudio comisionado por John C. Danforth de la Oficina del Consejo Especial de los Estados Unidos para investigar el uso del gas CS por el FBI en el componente de los Davidianos de Monte Carmelo. Concluyó que la letalidad del gas CS usado podría haber sido determinado principalmente por dos factores: si se utilizaban máscaras de gas y si los ocupantes se encontraban atrapados en una sala. Sugirió que si no se usaban máscaras y los ocupantes se encontraban atrapados, entonces "...existe una posibilidad distintiva que este tipo de exposición al gas CS puede contribuir significantemente o incluso tener efectos letales."
Muchos informes han asociado exposición al gas CS con abortos involuntarios.
Esto es consistente con el efecto clastogénico reportado en células mamíferas.